# Saléeita
Saléeita es el nombre de un mineral radiactivo, de la clase de los minerales fosfatos, que pertenece al grupo de la autunita. Fue descubierta en 1932 en la mina Shinkolobwe (Kasolo), Katanga, República Democrática del Congo., siendo nombrada así en honor de Achille Salée, mineralogista belga.

## Características químicas
Es un uranilo-fosfato hidratado de magnesio, que por su composición de uranio es radiactivo. El grupo de autunita en que se encuadra son todos uranilofosfatos y uraniloarsenatos. Es análogo a la Novacekita-I.
La estructura molecular consiste en hojas de uranilofosfato entre las que se localizan iones de magnesio y moléculas de agua, los iones Mg2+ están octaédricamente coordinados con seis de cada diez moléculas de agua de la intercapa, pero no con las otras 4 moléculas de agua.

## Formación y yacimientos
Es un mineral de formación secundaria que aparece en la zona de oxidación de yacimientos de minerales del uranio polimetálicos de alteración hidrotermal, así como en rocas sedimentarias diseminado en roca arenisca conteniendo carnotita.
Suele encontrarse asociado a otros minerales como: torbernita, autunita, zeunerita, bassetita, dewindtita, sabugalita, fosfuranilita o dumontita.

## Usos
Es extraída junto con otros minerales del uranio como mena de este estratégico elemento. Por su alta radiactividad debe ser manipulada y almacenada con los adecuados protocolos.